# Hohenfels (bei Stockach)
Hohenfels ist eine Gemeinde im baden-württembergischen Landkreis Konstanz in Deutschland.

## Geographie

### Geographische Lage
Hohenfels liegt nördlich des Bodensees am Übergang des Hegaus zum Linzgau. Die Hohenfelser Ortsteile Liggersdorf, Mindersdorf, Deutwang und Kalkofen sind Teil des historischen Hegaus. Der Ortsteil Selgetsweiler (315 Hektar) gehört zum Linzgau.

### Nachbargemeinden
Die Gemeinde grenzt im Norden an Sauldorf und Wald und im Osten an Herdwangen-Schönach, alle drei im Landkreis Sigmaringen, im Süden an die Stadt Stockach und im Westen an Mühlingen.

### Gemeindegliederung
Die Gemeinde besteht aus den Ortsteilen Liggersdorf, dem Mittelpunkt und Verwaltungssitz der Gemeinde Hohenfels, Mindersdorf, Selgetsweiler, Kalkofen und Deutwang mit insgesamt 24 Dörfern, Weilern und Höfen. Die Ortsteile sind räumlich identisch mit den früher selbstständigen Gemeinden gleichen Namens. Die Ortsteile bilden zugleich Wohnbezirke im Sinne der baden-württembergischen Gemeindeordnung. Die zunächst vorhandenen Ortschaftsverfassungen sind inzwischen alle aufgelöst worden.
Zum Ortsteil Deutwang gehören das Dorf Deutwang und die Höfe Hahnenmühle, Hippenhof und Steighöfe. Zum Ortsteil Kalkofen gehören das Dorf Kalkofen und die Höfe Hagendorn, Hohenfels, Knollenkratten, Loghöfe, Neumühle, Rappenhof, Schernegg, Vogelsang und Weiherhöfe. Zum Ortsteil Liggersdorf gehören das Dorf Liggersdorf, die Hofgruppe Sattelöse und die Höfe Gründe und Reisch. Zum Ortsteil Mindersdorf gehören das Dorf Mindersdorf und die Höfe Eckartsmühle und Ratzenweiler und in Selgetsweiler liegen das Dorf Selgetsweiler und das Gehöft Geyerhof. Der Weiler Mühlhausen, ursprünglich eine Selgetsweiler Exklave, gehört heute zu Herdwangen-Schönach. Im Ortsteil Deutwang liegen die Wüstungen Annweiler und Langenberg. Im Ortsteil Liggersdorf liegen die Wüstungen Butzenweiler und Sattelöse (namensgleich zur heutigen Hofgruppe). Im Ortsteil Selgetsweiler liegt die Wüstung Annenweiler.

### Schutzgebiete
Im Gemeindegebiet sind drei Schutzgebiete, drei Naturdenkmale sowie diverse Biotope ausgewiesen:
- Naturschutzgebiete „Waltere Moor“ und „Schwackenreuter Baggerseen-Rübelisbach“
- FFH-Gebiet „Ablach, Baggerseen und Waltere Moor“
- Naturdenkmale „Ehemalige Kiesgrube Bischoff“ (FHD) und „Birkenallee“ (FND/END)

## Geschichte

### Römerzeit
Aus der Römerzeit konnte auf der Gemarkung von Liggersdorf ein ehemaliger römischer Gutshof nachgewiesen werden. 1998 stieß man bei Kanalisierungsarbeiten auf die steinernen Fundamente eines Badegebäudes, das 1999 archäologisch untersucht wurde. 2004 konnte das aus Stein errichtete Hauptgebäude mit Innenhof untersucht werden. 2005 fand eine kleinere Untersuchung in einer der verlängerten Straßentrassen statt. Im Frühjahr 2015 fanden geophysikalische Messungen statt gefolgt von der Freilegung mehrerer Abwassergräben sowie zahlreichen Fundamentgruben von Holzhäusern. Eine Omega-Fibel erlaubt eine Datierung in die Zeit zwischen Mitte des ersten und Mitte des dritten Jahrhunderts nach Christus.

### Mittelalter
Karl der Dicke (839–888), Sohn Ludwigs des Deutschen und Enkel Ludwigs des Frommen, machte wiederholt bei Hohenfels Station. Auf diese Besuche ist unter anderem der Ortsname der heutigen Häusergruppe „Sattelöse“, die älteste Vereinödung von Liggersdorf, zurückzuführen.

### Neuzeit
Das Gebiet der heutigen Gemeinde gehörte über Jahrhunderte zur Herrschaft Hohenfels, die seit 1506 dem Deutschen Orden gehörte. Der Orden hatte die kleine Herrschaft von der überlebenden Schwester der Herren von Jungingen gekauft. Die Herrschaft Hohenfels gehörte zur Kommende Altshausen und diese zur Ballei Schwaben-Elsass-Burgund. Beide hatten ihren Sitz in Altshausen.
Durch die Mediatisierung aufgrund der Rheinbundakte kam Hohenfels dann 1806 an das Fürstentum Hohenzollern-Sigmaringen und 1849 mit diesem als Hohenzollernsche Lande an Preußen.
Ab 1806 gehörte das heutige Gemeindegebiet also zunächst zu einem hohenzollerischen Oberamt, dem Obervogteiamt Hohenfels, das 1822 im Oberamt Wald aufging. Das Oberamt Wald existierte auch noch von 1850 bis 1862 unter preußischer Herrschaft. Bis zur Kreisreform in Baden-Württemberg 1973 gehörte die Gemeinde dann zum Oberamt Sigmaringen, aus dem 1925 der Landkreis Sigmaringen hervorging.

### Zweiter Weltkrieg

#### Flugzeugabsturz in Mindersdorf
Am 30. Dezember 1940 stürzte gegen 22:00 Uhr auf dem Gemeindegebiet von Mindersdorf ein deutscher, zweimotoriger Heinkel He-111-Bomber von Westen kommend mit Kurs ungefähr 84° in sehr flachem Winkel ab. Die extrem tief fliegende Maschine streifte einige Baumwipfel des Waldes westlich von Mindersdorf, hatte ersten Bodenkontakt nördlich der heutigen Kreisstraße K6105 (Tannenbergstraße) an der Stelle des heutigen Wasserhochspeichers, verlor dabei einen Propeller und Motor, schwebte den Hang hinunter, streifte noch einen Baum und blieb nahe dem Bach kurz vor der (heutigen) Straße Rosenwiesen liegen. Die Maschine brach nicht auseinander, brannte nicht und es gab auch keine Explosion. Die durch den Lärm alarmierte örtliche Landwacht vermutete einen Feindbomber und riegelte das Absturzgebiet 150 m südlich vom Hof Josef Schuler ab. Überlebende wurden nicht gefunden: die maximal fünfköpfige Besatzung hatte augenscheinlich das Flugzeug schon vorher per Fallschirm verlassen. Einige Landwirte im Dorf wurden in den folgenden Wochen zur Demontage, Bergung und Abtransport der Teile mit ihren Pferdeschlitten zum nächsten Bahnhof dienstverpflichtet. Der Absturz und die Begleitumstände wurden vertuscht, da die Sache aus Sicht der Propaganda nicht förderlich war. In den offiziellen Quellen der Gemeinde Hohenfels konnte bisher noch kein Eintrag gefunden werden. Jahrzehnte später konnte der Ablauf rekonstruiert werden: Die Maschine vom Typ He-111P2, Werks-Nr. 2102, gehörte zu der II. Gruppe des Kampfgeschwaders 1, die unter Major Benno Koch in Münster-Handorf stationiert war. war. Bei diesem Flug traten südlich von Paris über Orlean-Bricy so massive Probleme auf, dass die Besatzung die Maschine im Flug aufgab und am Fallschirm absprang. Die Heinkel flog mit eingeschaltetem Autopilot weiter nach Osten, über die Vogesen, den Rhein und den Schwarzwald, um dann, als der Treibstoff ausging, langsam an Höhe verlierend in Mindersdorf nach 540 km relativ weich aufzuschlagen.

#### Radarstellung „Lori“ in Kalkofen

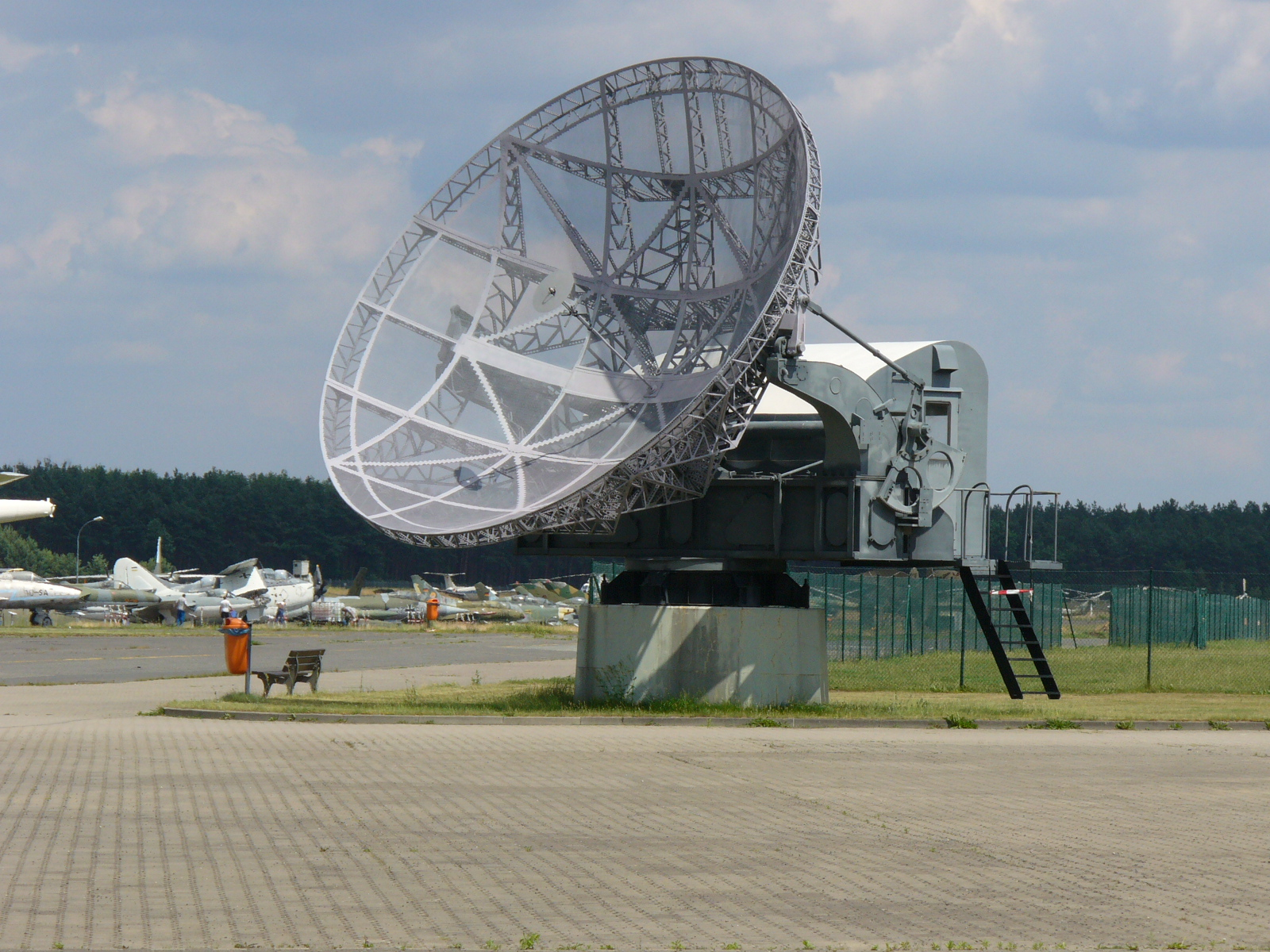
Einer der letzten von rund 1500 produzierten FuMG 65 Würzburg-Riesen mit 7,5-m-Radarspiegel (auf einem einfachen Betonsockel) heute im Museum Berlin/Gatow

Kurz nach Beginn des Zweiten Weltkriegs wurde von der Luftnachrichtentruppe (LN), einer Einheit der Luftwaffe, eine „Auge-Ohr“-Beobachtungsstelle im Wald vom Josenberg östlich von Kalkofen aufgebaut. Die erhöhte Lage erwies sich als ideal. Mit zunehmendem Fortschritt in der Funknachrichtentechnik und der veränderten Kriegslage wurde diese mit einer auf der Gemarkung Hagedorn, an der Grenze von Kalkofen zu Deutwang, neu gebauten Funkmessstellung erweitert. Es war eine Stellung 2. Ordnung mit Funkrufname „Lori“ der 3. mittlere Flugmelde-Leitkompanie des 215. Regiments unter Oberst Walter Dumke. Sie unterstand der 7. Jagddivision der Luftnachrichtentruppe der Luftwaffe. Die recht umfangreich ausgebaute Stellung mit vielen Gebäuden, Wohnbaracken, Küche und eigener Kläranlage meldete aktuell die Luftlage an die Leitstelle „Minotaurus“ der 7. Jagddivision in Oberschleißheim. Es war eine damals hochmodern ausgebaute „Funkmessstellung“ (heute: Radarstellung) mit zwei zweidimensional messenden Freya-Rundumsuchgeräten mit einer typischen Reichweite von rund 120 km (im Radius), ergänzt durch zwei dreidimensional messende Würzburg-Feuerleitradargeräte (typische Reichweite: ca. 60–90 km), einem Seeburg-Luftlagetisch, einem großen Suchscheinwerfer, eigener Stromversorgung durch Dieselaggregate und einem recht umfangreichen Personalbestand. Der Zweck dieser Stellung wurde vor der Bevölkerung verschleiert: Sie war ein südlicher Teil des später unter dem Namen „Kammhuber-Linie“ bekanntgewordenen Luftabwehrsystems unter General Josef Kammhuber. Die Geräte dienten zum Erfassen anfangs aus westlicher, später auch aus südlicher Richtung einfliegender Bomberformationen, vornehmlich in der Nachtjagd. Zwei Jägerleitoffiziere am Seeburg-Luftlagetisch (rot = Gegner, grün = eigene Maschine) führten im Funksprechverfahren deutsche Abfangjäger und Nachtjäger an die alliierten Bomber mit dem Ziel des Abschusses heran. Die in der Stellung aufgebauten leichten Flakgeschütze dienten nur der Selbstverteidigung und brachten der Anlage den eigentlich falschen Namen „Flakstellung“. Der elektronische Teil der Radargeräte in der Stellung wurden am Morgen des 22. April 1945 gegen 4:20 Uhr vor den aus Stockach unter Colonel Lehr anrückenden französischen Truppen gesprengt. Die jeweils ca. 70 Tonnen schweren Betonfundamente (Typ: V229) der beiden Würzburg-Riesen (Typ: FuMG-65) blieben unversehrt noch einige Jahrzehnte erhalten. Zwei Kradmelder wurden zur Überwachung der Selbstvernichtungsaktion von Stuttgart aus geschickt. Sie gerieten dabei am späten Morgen nahe Ruhestetten in das Feuer der anrückenden französischen Truppen und wurden vor Ort neben der Straße beerdigt. Die vielen, zum Teil sehr jungen Frauen zwischen 15 und 18 Jahren in der Stellung („Blitzmädchen“) wurden in den umliegenden Gehöften mit Zivilkleidung versorgt und aus Angst vor Vergewaltigungen vor den anrückenden Truppen als „Mägde und Personal“ versteckt. Die Stellung „Lori“ wurde trotz vieler Bemühungen offenbar nie exakt lokalisiert. Da die Anlage aber auch für die „Helle Nachtjagd“ mit einem starken Scheinwerfer ausgestattet war, war sie bei einem Nachtangriff der RAF auf Friedrichshafen von der Luft aus wohl gut erkennbar: ein Bomber warf eine schwere Luftmine in Richtung auf „Lori“ ab. Diese explodierte aber nördlich der Anlage am Haselberg mit so starker Druckwelle, dass bei weit entfernten Gebäuden Schäden an den Dächern entstanden. Ein vielleicht verirrter Bordwaffenangriff im Tiefflug auf das danebenliegende, aber kriegsunbedeutende Liggersdorf am 3. Oktober 1943 könnte aber tatsächlich dieser Stellung gegolten haben.

### Bundesrepublik Deutschland
Im Zuge der baden-württembergischen Verwaltungsreform schlossen sich die bis dahin selbstständigen Gemeinden Liggersdorf, Mindersdorf und Selgetsweiler (alle bis dahin im Landkreis Sigmaringen) am 1. Januar 1973 zur neuen Gemeinde Hohenfels im Landkreis Konstanz zusammen. Die heutige Gemeinde wurde am 1. Januar 1975 durch Vereinigung dieser Gemeinde mit den Gemeinden Deutwang und Kalkofen (beide bis Ende 1972 im Landkreis Sigmaringen) gebildet.

### Ortsteile
Deutwang
| Deutwang      | Das Dorf Deutwang mit einer Gemarkungsfläche von 336 Hektar auf 640 Meter Höhe gelegen wurde 1245 erstmals erwähnt, als die Herren von Bittelschieß den Ort an das Hochstift Konstanz abtraten. Im 15. Jahrhundert kam es dann zur Herrschaft Hohenfels. Deutwang wird durch die Scherneggerstraße von Ost nach West durchzogen und gehört somit zur Siedlungsform des Straßendorfs. |
| Kalkofen      | |
| Kalkofen      | Das Dorf Kalkofen mit einer Gemarkungsfläche von 830 Hektar auf 630 Meter Höhe gelegen wurde 1186 erstmals erwähnt. Der Name weist möglicherweise auf eine dort befindliche Kalkbrennerei hin. Südwestlich von Kalkofen (circa 250 Meter vom Ortskern) liegen am Abhang zu Mahlspüren Muschelkalkvorkommen. Diese könnten früher zu Kalk gebrannt worden sein, da die Brennöfen meist nicht weit von den Abbaustellen waren. Eindeutige Quellen zur Namensgebung der Ortschaft liegen aber nicht vor. Der Name könnte auch aus Kahl Kofen (etwa: „karger Ort“) hergeleitet werden. Seit dem 14. Jahrhundert gehörte der Ort zur Herrschaft Hohenfels. |
| Liggersdorf   | |
| Liggersdorf   | → Hauptartikel : Liggersdorf |
| Mindersdorf   | |
| Mindersdorf   | Das Dorf Mindersdorf mit ist einer Gemarkungsfläche von 876 Hektar auf 630 Meter Höhe gelegen. Mindersdorf wurde erstmals 883 in einer Urkunde Kaiser Karls des Dicken erwähnt. Es gehörte damals zum Besitz des Klosters Reichenau. Seit 1339 gehörte der Ort den Grafen von Nellenburg, später kam es zur Herrschaft Hohenfels. |
| Selgetsweiler | |
| Selgetsweiler | Das Dorf Selgetsweiler ist mit einer Gemarkungsfläche von 315 Hektar auf 685 Meter Höhe gelegen. Erst 1324 wurde Selgetsweiler erstmals erwähnt. Seit 1441 gehört es zur Herrschaft Hohenfels. |

## Politik
Die Gemeinde gehört der Vereinbarten Verwaltungsgemeinschaft der Stadt Stockach an. Zu den Aufgaben der Verwaltungsgemeinschaft gehört die Bauleitplanung (Flächennutzungsplan) sowie die Erfüllung der Aufgaben der Baurechtsbehörde und des Amts für öffentliche Ordnung.

### Gemeinderat

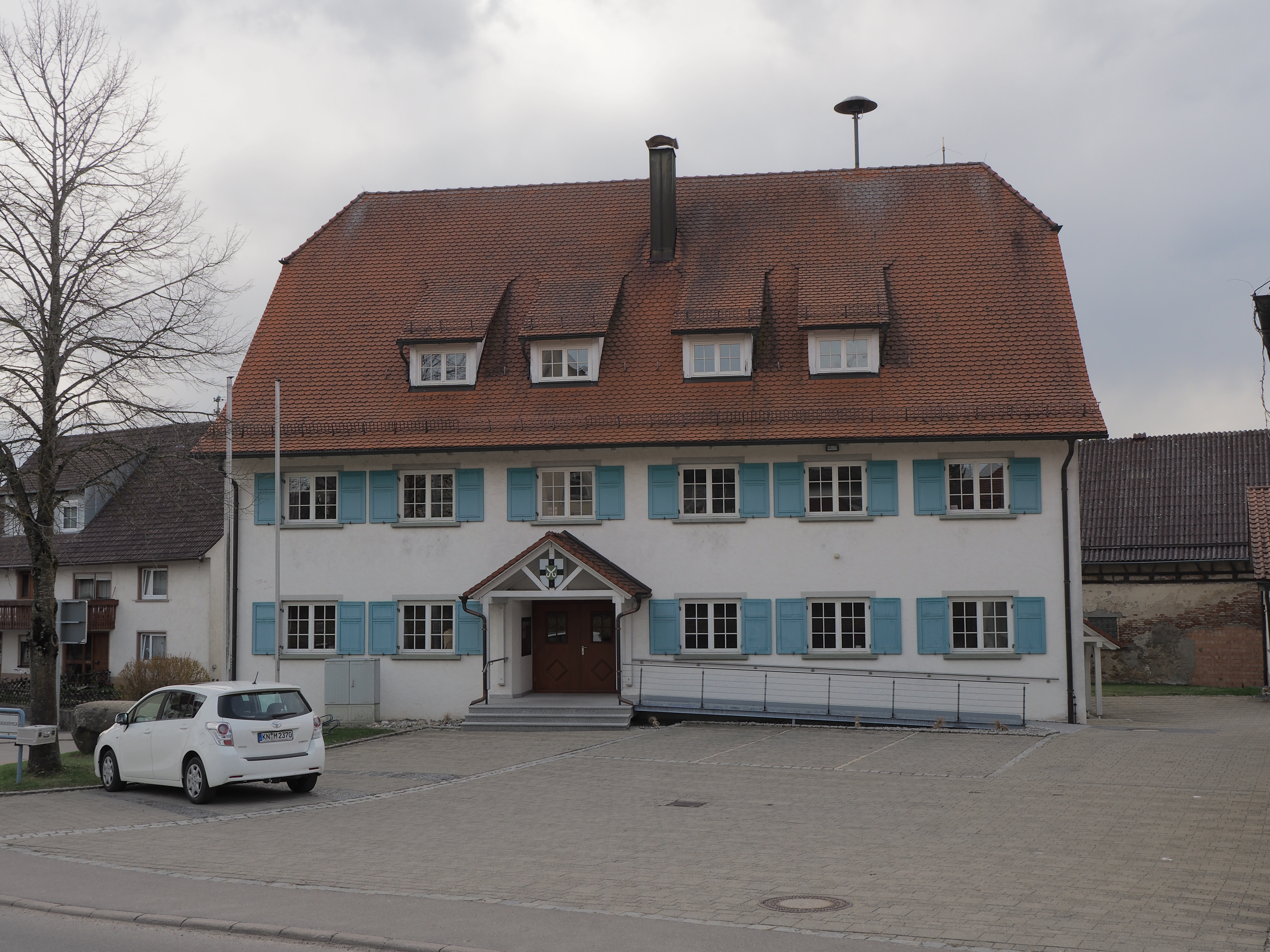
Rathaus der Gemeinde in Liggersdorf

Der Gemeinderat in Hohenfels besteht aus den 11 gewählten ehrenamtlichen Gemeinderäten und dem Bürgermeister als Vorsitzendem. Der Bürgermeister ist im Gemeinderat stimmberechtigt. Wegen fehlender Bewerber wurden nur 11 von 12 möglichen Sitzen vergeben.
Die Kommunalwahl am 9. Juni 2024 führte zu folgendem Endergebnis. Die Wahlbeteiligung lag bei 71,17 %.
| Partei / Liste                      | Stimmenanteil | Sitze | Ergebnis 2019   |
| Bürgerliste Hohenfels               | 57,74 %       | 6     | 56,1 %, 7 Sitze |
| Freie Unabhängige Wählervereinigung | 42,26 %       | 5     | 43,9 %, 5 Sitze |

### Bürgermeister
Der seit 2016 amtierende Bürgermeister, Florian Zindeler (CDU), wurde erstmals am 29. November 2015 gewählt. Im ersten Wahlgang erhielt er 76,12 Prozent (Wahlbeteiligung: 63,45 Prozent) der gültigen Stimmen. Die letzte Bürgermeisterwahl fand am 8. Oktober 2023 statt, hierbei wurde er mit 94,48 Prozent (Wahlbeteiligung: 49,79 Prozent) der gültigen Stimmen im Amt bestätigt.
Der langjährige Bürgermeister Hans Veit (CDU) wurde am 13. März 1988 mit 64 Prozent der gültigen Stimmen erstmals gewählt. Die Amtseinsetzung war am 1. April 1988. Bei der letzten Wiederwahl am 14. Januar 2004 wurde er mit 95 Prozent der Wählerstimmen für die dritte Amtsperiode bestätigt. Bei der Bürgermeisterwahl am 29. Januar 2012 stellte er sich nach 24 Jahren nicht mehr zur Wahl.
- 1975–1988: Franz Moser (* 1944, CDU)
- 1. April 1988 – 31. März 2012: Hans Veit (1950–2024[29]), CDU
- 1. April 2012 – 30. September 2015: Andreas Funk (* 1966)
- 1. Januar 2016 – heute: Florian Zindeler (* 1986, CDU)

Ehemalige Bürgermeister von Kalkofen
- Richard Haidlauf (CDU)

Ehemalige Bürgermeister von Liggersdorf
- Josef Haidlauf jg. (Hohenz. Zentrumspartei)

### Wappen
| Wappen der Gemeinde Hohenfels | Blasonierung: „In Silber (Weiß) ein durchgehendes, geradarmiges schwarzes Tatzenkreuz, beheftet mit einem grünen Herzschild, darin eine silberne (weiße) Schere.“ |
| Wappen der Gemeinde Hohenfels | Wappenbegründung: In dem am 18. Mai 1976 durch das Landratsamt Konstanz verliehenen Wappen mit dem Deutschordenskreuz und dem Herzschild spiegeln sich die früheren Herrschaftsverhältnisse wider: Eine silberne Schere in Blau ist das Wappenbild der Herren von Jungingen, das auch im Liggersdorfer Wappen verwendet ist. Grün und Silber entstammen dem Wappen der Herren von Hohenfels. |

## Wirtschaft und Infrastruktur

### Verkehr
Die Gemeinde liegt zwölf Kilometer östlich der Bundesautobahn 98 (Anschlussstelle Stockach-Ost). Eine wichtige Verbindung stellt die Landesstraße 194 dar, welche von Stockach über Hohenfels nach Pfullendorf, Ostrach, Saulgau und Biberach an der Riß führt.

### Ansässige Unternehmen
War es früher die Landwirtschaft, die in dieser Gemeinde im Vordergrund stand, so sind es heute Betriebe des Handwerks, des Handels und der Dienstleistungen. Bedeutsame Unternehmen bzw. Arbeitgeber mit größerer Mitarbeiterzahl sind die Firmen Uniblech GmbH (Blechverarbeitung), Gäng-Case (Spezialkofferbau), FGS GmbH (Fahrzeugaufbauten), Paul Saum (Garten- und Landschaftsbau), Otto Moser (Landmaschinen) und – bis Juli 2017 – die Schule Burg Hohenfels als Unterstufe der Schule Schloss Salem.

### Bildungseinrichtungen
Hohenfels verfügt mit der Korbinian-Brodmann-Schule über eine eigene Grundschule. Bis Juli 2017 befand sich auf der Burg Hohenfels die Unterstufe der Schule Schloss Salem. Das Bildungsangebot wird von einem gemeindlichen Kindergarten mit drei Regelgruppen und zwei Krippengruppen ergänzt.

### Freizeit- und Sportanlagen
Im Jahr 2005 wurde das damals sanierungsbedürftige, 30 Jahre alte Freibad im Ortsteil Kalkofen durch einen Verein, der aus der Bürgerbewegung „Hohenfels hat Zukunft“ hervorging, von der Gemeinde übernommen. Das Bürger-Bad wurde in 7000 freiwilligen Arbeitsstunden komplett zu einem Naturbad umgebaut. Die Ölheizung wurde durch Sonnenkollektoren und die Chlorung des Badewassers durch eine mechanisch-biologische Reinigung ersetzt. Rund um das große Becken erfolgte eine Grünbepflanzung. Das Naturbad zeichnet sich durch eine kontrollierte gute Wasserqualität und offener Wasserrutsche aus.

### Bodenseewasserversorgung
Von 1968 bis 1970 wurde für die Bodensee-Wasserversorgung eine unterirdische Wasserpipeline von Sipplingen aus Richtung Stuttgart auch durch die Gemarkung der Gemeinde Hohenfels gelegt. Sie verläuft westlich von Kalkofen in nördlicher Richtung. Diese Leitung wurde 1993/1994 um eine Parallelleitung von Stockach (Mahlspüren im Tal) über Hohenfels bis Sigmaringen (Laiz) ergänzt. Diese Leitungen versorgen heute Millionen von Menschen im mittleren Neckarraum mit hochwertigem Trinkwasser aus dem Bodensee. Auf und einige Meter neben der Trasse gilt Bauverbot.

## Kultur und Sehenswürdigkeiten

### Bauwerke

#### Burgen und Schlösser
Die barocke Burg Hohenfels konnte lange nur von außen besichtigt werden. Die Anlage befand sich im Besitz der Schule Schloss Salem, wurde aber seit Juli 2017 nicht mehr für Schulzwecke genutzt. Ein Jahr später wurde die Liegenschaft an den gemeinnützigen Verein EOS-Erlebnispädagogik verkauft, der dort ein Tagungszentrum gründen will. Bei diesem Co-Creation-Projekt soll ein Freundeskreis von Schloss Hohenfels aufgebaut werden, um das ehemalige renommierte Internat in eine öffentliche Kulturstätte zu verwandeln.

#### Kirchen
In der Gemeinde Hohenfels befinden sich drei Kirchenbauten die vom Deutschordensbaumeistern Johann Caspar Bagnato im barocken Stil durch die Deutschordenskommende Altshausen errichtet wurden:

##### Eulogiuskapelle

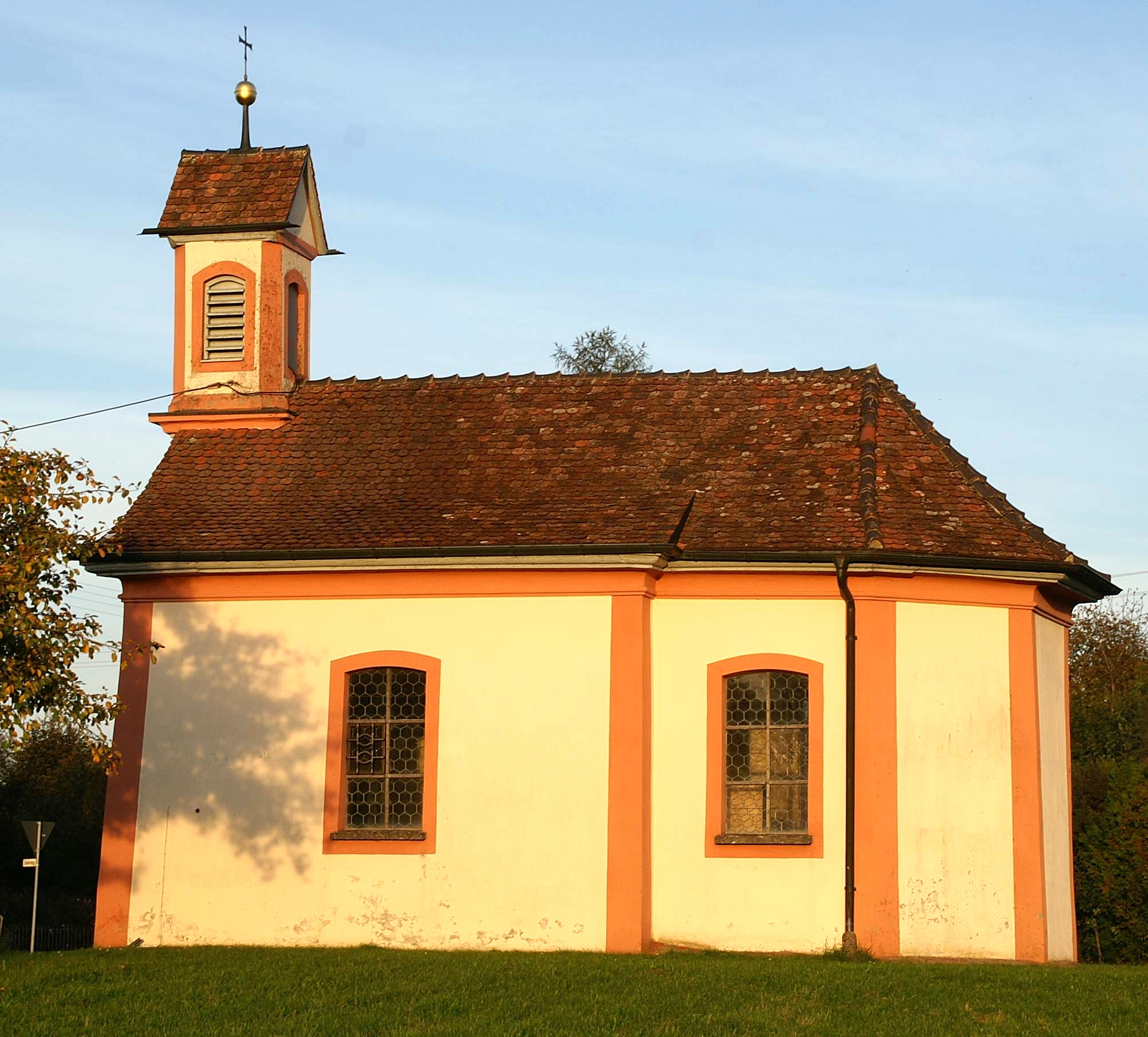
Eulogius-Kapelle in Kalkofen (2007)

Im Ortsteil Kalkofen findet man die 1696 erbaute Eulogius-Kapelle. Der Legende nach wurde die Kapelle als Dank für das erfolgreiche Stoppen eines Hangrutsches am Josenberg (702 m ü. NHN) gebaut. Der Hang, eine Moräne eines Gletschers der Würmeiszeit, war instabil, konnte aber durch Aufforstung mit Mischwald (Nadelbäume und Buchen) erfolgreich befestigt werden. Der instabile Untergrund mit seinen Schiebungen ist ein ständiges Problem der Ortschaft (600-635 m ü. NHN). Kalkofen liegt direkt an der Kante des Tales der Mahlspürer Aach bei Mahlspüren im Tal (rund 515 m ü. NHN).
Die Kapelle wurde 1760 unter Franz Anton Bagnato umgebaut und mit guten Stuckaturen eines unbekannten Stuckateurs versehen.
Die Kapelle selbst ist in gutem Zustand. Bis in die 1970er Jahre wurde die Glocke noch dreimal täglich von Hand geläutet. Seit Anfang der 1980er Jahre übernahm das ein elektrisches Läutwerk. Eulogius soll einer weiteren Legende nach einem verunglückten Pferd durch eine Art Wunderheilung am Fuß geholfen haben. Diese Szene ist Teil des Altarbildes in der Kapelle. Auf diesen Vorfall beruft sich auch das Schutzpatrozinium für Pferde und Reiter. Da Eulogius deswegen auch der Schutzpatron der Hufschmiede ist, war es für den Dorfschmied Paul Maier bis zu seinem Tod 1965 Ehrensache, ohne Entgelt zu mesmern und die Kapelle zu pflegen. Bis in die 1950er Jahre war die Eulogius-Kapelle Sammelpunkt der Kalkofer Blutreiter-Gruppen. Von dort aus wurde gemeinsam zum Blutritt nach Weingarten geritten. Heute, im Zeitalter der Pferdeanhänger, hat sich dieser Brauch, auch auf Grund der Entfernung, ausgelebt.

##### St. Gallus-Kirche
Die 1718 eingeweihte St. Gallus-Kirche in Deutwang wurde 2009 saniert und erhielt einen Orgelneubau der Überlinger Orgelbaufirma Peter Mönch. Das Instrument besteht aus sieben klingenden Registern und einer Pedaltransmission mit 367 Pfeifen aus Zinn-Legierung und Nadelholz. Davon stammen 218 Pfeifen aus der Vorgängerorgel von 1932.

##### Kirche Cosmas und Damian

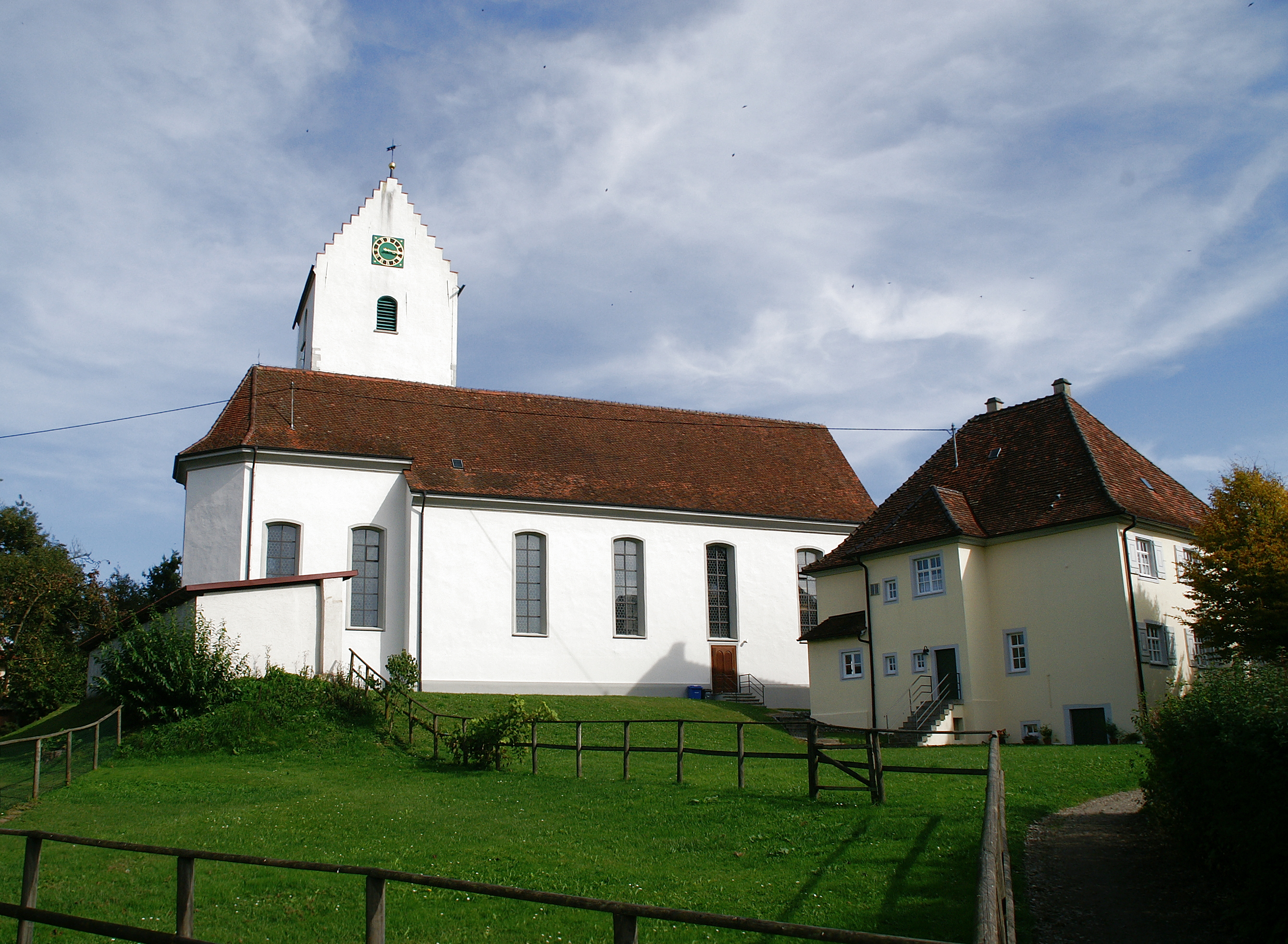
Katholische Cosmas-und-Damian-Kirche in Liggersdorf (2007)

- In der 1715 errichteten, denkmalgeschützte Kirche St. Cosmas und Damian in Liggersdorf befindet sich eine Kreuzigungsgruppe von Felizian Hegenauer.

Eine Besonderheit stellt auch die St. Oswald-Kirche in Mindersdorf dar, die in der zweiten Hälfte des 19. Jahrhunderts ihre Ausgestaltung mit neugotischen und Jugendstilelementen erhielt.

### Museum
In Hohenfels-Liggersdorf (Hauptstraße 30) befindet sich ein Museum, das sich mit dem Leben und Wirken des hier geborenen Neurologen Korbinian Brodmann befasst.

### Regelmäßige Veranstaltungen
Der Musikverein Liggersdorf und der Sportverein Liggersdorf veranstalten im jährlichen Wechsel ein großes Maifest, das alle vier Jahre um eine Gewerbeausstellung ergänzt wird. Die Bauernkapelle Mindersdorf richtete 2010 zum 46. und vorerst letzten Mal ein Oktoberfest aus, bei dem häufig bekannte Größen der Volksmusikszene Teil des Programms waren. Alle zwei Jahre finden Hohenfelser Kulturtage mit Konzerten, Ausstellungen und Lesungen statt.

## Persönlichkeiten

### Ehrenbürger
- 2019 Hans Veit (1950–2024), Altbürgermeister[39]

### Söhne und Töchter der Gemeinde
- Korbinian Brodmann (1868–1918), geboren in Liggersdorf, deutscher Neurologe und Psychiater
- Konrad von Jungingen (ca. 1355/1360–1407), geboren vermutlich auf Burg Hohenfels, Hochmeister des Deutschen Ordens
- Josef Schreiber (1919–1945, vermisst), Oberfeldwebel, Träger des Ritterkreuzes mit Eichenlaub, vermisst seit dem 1. Februar 1945 bei Posen. Am 27. Mai 1967 wurde die Bundeswehr-Kaserne in Immendingen in „Oberfeldwebel-Schreiber-Kaserne“ benannt.

### Personen in Verbindung mit der Gemeinde
- Karl Lehmann (1936–2018), ehemals Vorsitzender der deutschen Bischofskonferenz, besuchte von 1942 bis 1945 die Grundschule in Liggersdorf.
- Tankred Stöbe (* 1969), Internist, Rettungsmediziner, Buchautor und seit 2015 Mitglied des internationalen Vorstands von Médecins sans frontières (Ärzte ohne Grenzen). Lebte von 1976 bis 1989 im Ortsteil Kalkofen.